# 東海旅客鉄道三重支店
東海旅客鉄道三重支店（とうかいりょかくてつどうみえしてん）は、三重県津市にある東海旅客鉄道（JR東海）東海鉄道事業本部の支店。三重県内における広報ならびに地元との調整を図る役割を担う。

## 支店所在地
- 三重県津市羽所町700番地（アスト津：12階）

## 概要
かつては日本国有鉄道（国鉄）天王寺鉄道管理局（一部は名古屋鉄道管理局）の流れを汲み、管理・運輸・工務の3課が設置され、関西本線（八田駅 - 亀山駅間）・紀勢本線（新宮駅以東）・参宮線・名松線の4路線における広範な権限が認められていた。ただし、輸送指令は東海鉄道事業本部の直轄とされ、列車略号も本部同様に「海」とされ、同じ東海鉄道事業本部下部組織でも独自の指令所や列車略号を持つ静岡支社と比べると独立色は薄かった。なお、輸送指令については2000年（平成12年）の東海総合指令所への統合以前は、亀山CTCセンターを有していた。
2014年（平成26年）7月、業務の円滑化を目的とした業務執行体制の見直しが行われたことで、前述の在来線4路線の現業機関は本部直轄に移行したため、三重支店の権限は縮小された。現在では飯田支店と同様の位置づけとなり、三重県内の部外対応や広報業務、ならびに名松線復旧関連業務（当該不通区間は2016年（平成28年）3月26日に運転再開）を行っている。